# Carismático (canción)
«Carismático» es el primer sencillo del grupo musical argentino Babasónicos. Fue incluida en su octavo álbum de estudio publicado en 2005, Anoche.
La canción termina abruptamente, siendo sucedida por «Yegua» en la pista siguiente.

## Significado
El origen y significado de la canción se remonta a un día en que Adrián Dárgelos junto a Diego Castellano y Diego Rodríguez se encontraban trabajando en su estudio, colocando caños y realizando otras tareas de construcción.

## Lista de canciones
1. «Carismático» – 2:40[6]